# Acacia ankokib
Acacia ankokib é uma espécie de legume da família das Leguminosae.
Apenas pode ser encontrada na Somália.